# Zielno (jezioro)
Zielno – jezioro w woj. zachodniopomorskim, w pow. wałeckim, w gminie Wałcz, leżące na terenie Pojezierza Wałeckiego. Jezioro położone jest ok. 1 km na zachód od wsi Strączno

## Hydronimia
Według urzędowego spisu opracowanego przez Komisję Nazw Miejscowości i Obiektów Fizjograficznych (KNMiOF) nazwa tego jeziora to Zielno. W różnych publikacjach jezioro to występuje pod nazwą Mielno.
Powierzchnia zwierciadła wody według różnych źródeł wynosi od 6,7 ha do 9,33 ha.
Zwierciadło wody położone jest na wysokości 111,7 m n.p.m.
Jest to jezioro polodowcowe, rynnowe, o typowym dla tych jezior wydłużonym kształcie.
Przez jezioro przebiega szlak Wałeckiej pętli kajakowej – od południa jezioro połączone jest ciekiem z jeziorem Raduń, a od północnego zachodu z jeziorem Smolno Wielkie.